# La belle amour
A La belle amour (magyarul: A szép szerelem) egy dal, mely Franciaországot képviselte az 1957-es Eurovíziós Dalfesztiválon. A dalt Paule Desjardins adta elő francia nyelven.
A dal a francia sanzonok stílusában íródott, melyben az énekesnő dicséri azt az időt, amit kedvesével töltött el.
A március 3-án rendezett döntőben a fellépési sorrendben nyolcadikként adták elő, a német Margot Hielscher Telefon, Telefon című dala után, valamint a dán Birthe Wilke és Gustav Winckler Skibet skal sejle i nat című dala előtt. A szavazás során tizenhét pontot szerzett, mely a második helyet érte a tízfős mezőnyben.

## Kapott pontok
| Kapott pontok                                                                                 | 2 | 4 | 2 |  |  | 1 | 6 |  | 2 |  |
| A tábla a fellépés sorrendjében van rendezve. A szavazás menete fordított sorrendben történt. |   |   |   |  |  |   |   |  |   |  |